# Afroedura nivaria
Afroedura nivaria (скельний гекон дракенсберзький) — вид геконоподібних ящірок родини геконових (Gekkonidae). Мешкає в Південно-Африканській Республіці і Лесото.

## Поширення і екологія
Дракенсберзькі скельні гекони мешкають в Драконових горах в провінціях Фрі-Стейт і Квазулу-Наталь в ПАР, можливо, також на сході Лесото. Вони живуть на високогірних луках, серед валунів і в тріщинах серед скель. Зустрічаються на висоті від 1370 до 3000 м над рівнем моря.